# NBA嘉年华
《NBA嘉年华》是1993年體育電子遊戲，由Midway開發、1993年在大型電玩上發行。遊戲是NBA嘉年華系列開山之作。

## 評價
游戏街机截至2012年售出20,000多台，生命週期收入達20億美元。